# Либман, Борис Яковлевич
Борис Яковлевич Либман (1922—2008) — советский инженер-химик, лауреат Ленинской премии (1960).

## Биография
Родился в Риге. Вскоре после присоединения Латвии к СССР призван в РККА в Латышскую дивизию. Уволен в запас по состоянию здоровья.
Окончил Московский химико-технологический институт им. Д. И. Менделеева (1949).
С 1949 г. работал в Сталинграде на заводе по производству отравляющих веществ (Волгоградский химический завод). С 1958 г. главный инженер.
Лауреат Ленинской премии 1960 г. — за организацию разработки и освоения промышленного производства фосфорорганического ОВ зарина.
Весной 1964 года во время паводка отравляющие вещества попали в Волгу, что вызвало массовый замор рыбы.
Главным обвиняемым стал Либман. Его приговорили к 2 годам ИТЛ с уплатой крупного штрафа (деньги собрали сотрудники института).
Отбыл годичное наказание (работал сначала мастером на стройке, потом в научной лаборатории) и был освобождён.
Снова занимался исследованиями в Волгограде (заместитель директора по научной части Волгоградского филиала ГСНИИОХТ), потом работал в Москве в ГосНИИХлорпроекте.
В 1972 г. направлен в Новочеркасск на завод ОВ. Участвовал в создании «Новичка».
В 1999 г. эмигрировал в США, жил в Филадельфии.
Умер в 2008 году.

## Награды
- орден Отечественной войны I степени (1985).